# Кост, Алексей Николаевич
Алексе́й Никола́евич Кост (18.10.1915, Екатеринодар — 28.12.1979, Москва) — советский химик-органик в области гетероароматических соединений, профессор МГУ им. М. В. Ломоносова.

## Биография
Алексей Николаевич Кост родился 18 октября 1915 года в Екатеринодаре. Его отец Михаил Владимирович Двораковский, инженер путей сообщения, покинул семью, и мать вышла замуж за Николая Андреевича Коста, который и усыновил А. Н. Коста. Приемный отец был до революции земским врачом, после революции занял руководящую должность. Мать Анастасия Георгиевна Кост (Иванова, потом Двораковская) долгое время заведовала отделом библиотеки им. Ленина. У А. Н. Коста также были старшая сестра — Елецкая Лидия Михайловна, вторая сестра — Баркалова Людмила Михайловна, два брата — близнеца: Кост Всеволод Николаевич и Кост Георгий Николаевич.
В 1930 году Кост окончил семилетнюю школу в Москве, после этого год проучился в химическом техникуме. В 1932 году был отправлен профсоюзом на учёбу и смог поступил на вечернее отделение химического факультета МГУ. Закончил обучение уже на дневном отделении в 1939 году. Задержка в обучении была связана с тем, что по призыву ЦК ВЛКСМ им была пройдена подготовка по программе лётчиков-наблюдателей. Дипломную работу Кост выполнял под руководством известного химика А. П. Терентьева.
По окончании университета был распределен в РККА. В это время А. Н. Кост уже был председателем туристско-альпинистской секции МГУ, членом, а затем стал председателем секции Всесоюзного общества туризма. Также работал общественным инструктором противовоздушной и противохимической обороны. Алексей Николаевич Кост имел звание мастера спорта по туризму и мастера спорта по стрельбе из малокалиберной винтовки.
Осенью 1939 года Кост был призван в армию для освобождения Западной Белоруссии и два месяца был комендантом полевого аэродрома 30-й авиабазы в Витебске. Вскоре был демобилизован и в декабре 1939 года поступил в аспирантуру НИИ химии МГУ к профессору А. П. Терентьеву. Должна была быть досрочная защита, однако в июле 1941 года Кост добровольно ушёл служить в московское ополчение, а рукописи статей, посланные в Ленинград для публикации, были потеряны. На протяжении всей войны А. Н. Кост находился в действующей армии. Впоследствии он получил звание майора.
С января 1946 года работал ассистентом, потом доцентом, а в 1958 году стал профессором кафедры органической химии химического факультета МГУ. В декабре 1946 года смог защитить кандидатскую диссертацию («Акрилонитрил как исходное вещество для синтеза аминонитрилов и полиаминов», утверждена в 1947 году), а затем и в 1956 году докторскую («Исследования в области синтеза тетрагидропиридинов и пиразолинов», утверждена в 1957 году). С 1959 А. Н. Кост — профессор химического факультета МГУ. Указом Президиума Верховного Совета РСФСР от 7.02.1977 г. награждён званием «Заслуженный деятель науки и техники РСФСР».
Учебная деятельность А. Н. Коста на химическом факультете МГУ состояла их семинарских занятий по органической химии на биолого-почвенном и химическом факультетах, а также из небольших спецкурсов и лекций в различных вузах СССР — в Киеве, Саратове, Риге, Каунасе, Ростове-на-Дону, Ташкенте, Душанбе, Ленинграде. Кост также проводил лекции в зарубежных университетах в США, Италии, Чехословакии, ГДР, Польши, Австралии, Болгарии, Венгрии, работал экспертом ЮНЕСКО в Индии.
В 1969 г. Кост возглавил организованную им на химическом факультете МГУ лабораторию химии азотистых оснований.
Под руководством А. Н. Коста было защищено около 60 кандидатских диссертаций, более 10 его учеников стали докторами наук. С его именем опубликовано около 600 научных работ, получено около 100 авторских свидетельств.
А. Н. Кост был членом редакционно-издательских советов издательств «Высшая школа», «Химия», «Мир», заместителем главного редактора журнала «Химия гетероциклических соединений», членом редколлегии журнала «Вестник Московского университета», членом совета журнала «Органический синтез и методы» (издается в США) и др.
А. Н. Кост имел должности в различных научных советах, такие как заместитель председателя специализированного совета по органическому синтезу и органическому катализу при химическом факультете МГУ, член совета химического факультета МГУ, член Учёного совета Всесоюзного химико-фармацевтического института им. С. Орджоникидзе, член Научного совета по тонкому органическому синтезу при АН СССР, член Учёного совета Института органического синтеза АН ЛатвССР по присуждению докторских степеней и др.

## Научная деятельность
Первые научные исследования связаны с изучением реакций присоединения к активированной двойной связи. Ещё в студенческие годы принимал участие в создании масло- и бензостойкого каучука на основе сополимеров акрилонитрила. Были разработаны синтетические методы, известные как « реакции цианэтилирования», на основе которых А. Н. Костом были разработаны препаративно удобные способы получения целого ряда производных жирных и ароматических аминов и гетероциклических азотистых оснований.
Обширные исследования превращений производных гидразина позволили разработать методы синтеза производных пиразола, открыть принципиально новую перегруппировку арилгидразидов кислот в производные 2-аминоиндола.
Большой вклад А. Н. Кост внес в химию индола. Была разработана теория и практика электрофильного замещения в ряду индола, исследованы катионотропные перегруппировки алкил- и ацилиндолов, найден целый ряд путей синтеза конденсированных гетероциклических систем.
Открыл в 1975 году новый метод получения аминов индольного ряда циклизацией ацилгидразинов (синтез Коста), а также (совместно с со своим сотрудником Р. С. Сагитуллиным) изомеризационную рециклизацию азотистых гетероароматических соединений.
А. Н. Кост провел исследования в области микробиологической трансформации химических веществ, изучал механизм работы различных хеморецепторов. Также Костом было разработано несколько ингибиторов атмосферной коррозии, получен препарат «бензимин» — средство для защиты людей и животных от кровососущих насекомых и клещей.
За время работы на химическом факультете МГУ А. Н. Кост написал несколько книг: «Общий практикум по органической химии», «Упражнения и задачи по органической химии: учебное пособие для университетов».

## Личная жизнь
- Первая жена — Галина Сергеевна Францисси, брак продлился 1 год: с 1945 по 1946 год.
  - Сын — Кост Андрей Алексеевич (рожд. 1946 г.), член КПСС, кандидат хим.наук, младший научный сотрудник Института биоорганической химии АН СССР.
- Вторая жена — Нина Ивановна Ступникова (1925 г. р.).
  - Дочь — Ольга Алексеевна Кост, биохимик, ведущий научный сотрудник химического факультета МГУ; её дочь Наталья Андреевна О’Шей (урожд. Николаева) — лингвист, кандидат филологических наук, старший научный сотрудник филологического факультета МГУ (до 2014 года), известная российская фолк-певица и музыкант (сценический псевдоним — Хелависа)[1].

## Награды и премии
- 1944 г. — Орден Красной Звезды
- 1945 г. — Медаль «За оборону Москвы»
- 1945 г. — Медаль «За победу над Германией в Великой Отечественной войне 1941—1945 гг.»
- 1948 г. — Медаль «В память 800-летия Москвы»
- 1958 г. — Медаль «За трудовую доблесть»
- 1966 г. — Медаль «Двадцать лет Победы в Великой Отечественной войне 1941—1945 гг.»
- 1967 г. — Орден «Знак Почёта»
- 1968 г. — Медаль «50 лет Вооружённых Сил СССР»
- 1970 г. — Медаль «За доблестный труд в ознаменование 100-летия со дня рождения В. И. Ленина»
- 1975 г. — Медаль «ХХХ лет Победы в Великой Отечественной войне. Участнику войны»

## Память
1.Медаль «Памяти профессора А. Н. Коста» за достижения в химии гетероциклических соединений.
Медаль учреждена в 2005 г. (в год 90-летия со дня рождения Алексея Николаевича Коста) Международным благотворительным фондом «Научное партнерство», Московским государственным университетом им. М. В. Ломоносова и Российским химическим обществом им. Д. И. Менделеева.
2. В 2015 году была учреждена золотая медаль «100 лет профессору А. Н. Косту» за большие достижения в химии гетероциклических соединений.
3. Также посвящены профессору Алексею Николаевичу Косту и международные конференции «Химия гетероциклических соединений», начатые в середине 1990-х годов. Эти научные мероприятия проходят регулярно раз в 5 лет. Например, в 2015 году химический факультет МГУ организовал Международный конгресс «Кост-2015» по химии гетероциклических соединений.

## Интересные факты
«Однажды, когда профессор МГУ Алексей Николаевич Кост вел практикум по органической химии, у одного из студентов разбилась колба с эфиром и его пары вспыхнули. Началась паника, кто-то прибежал с углекислотным огнетушителем и с трудом погасил пожар. Все это время Кост совершенно невозмутимо сидел за своим столом и с кем-то разговаривал. Потом, когда все успокоились, подошел к месту происшествия и приказал:
— Спички!
Ему дали коробок, он чиркнул спичкой и бросил её в ещё не просохшую эфирную лужу. Огонь вспыхнул вновь, все оторопели. А Кост, не суетясь, взял противопожарное одеяло, ловко накрыл им пламя и изрек:
— Гореть надо умеючи!»